# Dendrobium fleischeri
Dendrobium fleischeri är en orkidéart som beskrevs av Johannes Jacobus Smith. Dendrobium fleischeri ingår i släktet Dendrobium, och familjen orkidéer. Inga underarter finns listade i Catalogue of Life.